# Baseball ai XVIII Giochi asiatici
Il torneo di baseball ai XVIII Giochi asiatici si è svolto allo GBK Baseball Field e al  Rawamangun Baseball Field di Giacarta, in Indonesia, dal 21 agosto al 1 settembre 2018. Al torneo hanno partecipato 10 squadre.

## Nazioni partecipanti
- Cina
- Corea del Sud
- Giappone
- Hong Kong
- Indonesia
- Laos
- Pakistan
- Sri Lanka
- Taipei cinese
- Thailandia

## Podio
| Evento   | Oro | Argento | Bronzo |
| Maschile | Corea del Sud Im Chan-kyu Oh Ji-hwan Kim Ha-seong An Chi-hong Hwang Jae-gyun Park Min-woo Lee Jung-hoo Lee Jae-won Kim Hyun-soo Yang Eui-ji Choi Won-tae Son Ah-seop Kim Jae-hwan Im Gi-yeong Jang Pill-joon Lee Yong-chan Park Jong-hun Choi Chung-yeon Park Byung-ho Yang Hyeon-jong Jung Woo-ram Park Hae-min Ham Deok-ju Park Chi-guk | Giappone Koji Chikamoto Jumpei Horimai Sho Aoyagi Shoji Kitamura Momotaro Matsumoto Asahi Sato Tsuyoshi Tamura Michiori Okabe Shohei Morishita Junya Kino Yuichiro Okano Yuki Jibiki Yudai Aranishi Isamu Usui Makoto Hori Takumi Takahashi Katsutoshi Satake Akiyoshi Katsuno Takehiro Tsujino Kohei Sasagawa Ryo Kinami Ryoga Tomiyama Takeshi Hosoyamada | Taipei cinese Chan Tzu-hsien Chen Bo-hao Chen Hsiao-yun Chen Jui-mu Chen Wei-chih Chiang Chien-ming Hsiao Po-ting Huang Chia-wei Huang Chien-lung Lin Chen-fei Lin Cheng-hsien Lin Chia-yu Lin Han Lin Hua-ching Lin Tzu-chieh Lin Yu-hsiang Shen Hao-wei Su Chih-chieh Tai Ju-liang Tang Chia-chun Tsai Wei-fan Wang Cheng-hao Wang Tsung-hao Wang Yu-pu Wu Sheng-feng |